# Chen Gang
Chen Gang (陈刚S, Chén GāngP; Qingdao, 9 marzo 1972) è un ex calciatore cinese, di ruolo difensore.

## Carriera

### Club
Ha giocato nella prima divisione cinese.

### Nazionale
Ha partecipato alla Coppa d'Asia del 2000.

## Palmarès

### Club

#### Competizioni nazionali
- Coppa della Cina: 1

Qingdao Hademen: 2002
- China League One: 1

Qingdao Hademen: 1994